# Sei tu il colpevole
Sei tu il colpevole è un racconto scritto da Edgar Allan Poe nel 1844. Si tratta di una storia che racchiude in sé sia il genere dell'orrore, sia quello del giallo.

## Trama
Il signor Shuttleworthy, uno dei più rispettabili cittadini di Rattleborough, scompare misteriosamente dopo essere uscito con il suo cavallo per recarsi in una cittadina vicina. Due ore dopo la partenza, il cavallo torna a casa, ferito da un colpo di arma da fuoco.
Dopo un iniziale titubanza, il signor Charles Goodfellow, amico intimo dello scomparso, decide di mettersi a capo delle ricerche. Il principale sospettato è il nipote del defunto, il signor Pennifeather, un giovane scapestrato e dissoluto, unico erede delle fortune di Shuttleworthy. Qualche giorno dopo, seguendo le orme lasciate dal cavallo, la spedizione giunge su un laghetto che viene fatto prosciugare su consiglio di Charles. Nel fango viene trovato il panciotto di Pennifeather macchiato di sangue e poco più avanti viene rinvenuto il suo pugnale anch'esso insanguinato. Il giovane viene arrestato con l'accusa di aver ucciso suo zio, che lo aveva escluso dal testamento. Durante il processo continuano ad emergere prove a carico del giovane, che viene condannato alla pena capitale per omicidio. Diverso tempo dopo a casa di Charles, giunge una cassa contenente delle bottiglie di vino spedita due mesi prima dal defunto signor Shuttleworthy, in segno di amicizia. Il signor Charles decide di invitare diversi amici a cena per consumarlo. Alla fine del pasto, uno degli invitati apre l'enorme cassa di vino, dalla quale però balza a sedere il cadavere ormai putrefatto del signor Shuttleworty, che dice a Charles: "Sei tu il colpevole!". Nella camera si genera il panico, ma tutto viene interrotto dal signor Charles, che balzando ai piedi del cadavere confessa l'omicidio, per poi stramazzare morto al suolo. Il nipote Pennifeather viene liberato.
A questo punto il narratore entra in gioco raccontando di essere l'artefice di tutto. Già da tempo sospettava che Charles Goodfellow, mirasse al patrimonio dell'amico Shuttleworthy, perciò aveva deciso di condurre autonomamente delle ricerche, ritrovando il cadavere nascosto in un pozzo. Il narratore aveva deciso di mettere il morto in una cassa di vino, infilandogli giù per la gola una stecca di balena in modo che il corpo, ripiegato dentro la cassa, all'apertura si raddrizzasse di colpo. Il narratore aveva poi spedito la cassa a Charles, e una volta aperta aveva fatto parlare il morto grazie alle sue abilità di ventriloquo. 
Alla fine della storia il signor Pennifeather può tranquillamente vivere in pace con l'eredità.